# باشگاه فوتبال رودا جی‌سی کرکراد
باشگاه فوتبال رودا جی‌سی کرکراد (انگلیسی: Roda JC Kerkrade) یک باشگاه فوتبال در کشور هلند است.
این باشگاه در شهر کرکراد قرار دارد و در سال ۱۹۶۲ تأسیس شده است.